# 山一国际女性电影展
山一国际女性电影展创办于2017年，是中国首个且唯一的国家级女性电影展。
山一国际女性电影展是一个非竞赛型电影节，主要展映来自中国和国际的女性电影，包含经典老片以及新锐导演作品。